# Vellefaux
Vellefaux ist eine französische Gemeinde im Département Haute-Saône in der Region Bourgogne-Franche-Comté. Sie gehört zum Kanton Rioz und zum Kommunalverband Pays de Montbozon et du Chanois.

## Geografie
Vellefaux liegt zwischen Vallerois-Lorioz im Nordosten und Échenoz-le-Sec im Südwesten, sieben Kilometer südlich von Vesoul an der Europastraße 23 (RN 57).

## Geschichte
Vellefaux existiert seit gallo-römischer Zeit, es lag an der Römerstraße von Besançon (Vesontio) nach Luxeuil-les-Bains (Luxovium). Im 11. Jahrhundert unterstützten die Seigneurs von Vellefaux das Kloster in Luxeuil-les-Bains. Urkundlich erwähnt wurden Jean de Vellefaux, Guillaume de Vellefaux (1139) und Hugues de Vellefaux (1302). Hugues de Vellefaux war mit Mahaut d’Arbois verheiratet, einer Großnichte von Ludwig IX. von Frankreich (1214–1270). 1475 heiratete die Erbin des Lehens, Marguerite de Vellefaux, Antoine de Grammont-Fallon, dessen Grabplatte noch im Garten des Pastorats zu sehen ist.
1586 wurde die Ortschaft von der Pest heimgesucht. Im Zuge des Dreißigjährigen Kriegs brandschatzten schwedische Truppen 1636 Vellefaux.

### Bevölkerungsentwicklung
| Jahr                       | 1962 | 1968 | 1975 | 1982 | 1990 | 1999 | 2006 | 2013 | 2020 |
| -------------------------- | ---- | ---- | ---- | ---- | ---- | ---- | ---- | ---- | ---- |
| Einwohner                  | 262  | 275  | 350  | 423  | 487  | 480  | 471  | 482  | 524  |
| Quellen: Cassini und INSEE |      |      |      |      |      |      |      |      |      |

## Sehenswürdigkeiten
Die alte Burg in Vellefaux besteht seit dem 13. Jahrhundert. Erhalten geblieben sind die Fundamente, Teile des Wohnhauses, Teile des Taubenhauses, Reste eines Turmes und ein Tor. Zwei Schornsteine stammen aus dem 18. Jahrhundert und von einem weiteren Schornstein aus dem 16. Jahrhundert sind Spuren erhalten. 1989 wurde die Burg in das Zusatzverzeichnis der Monuments historiques eingetragen (inscrit MH).

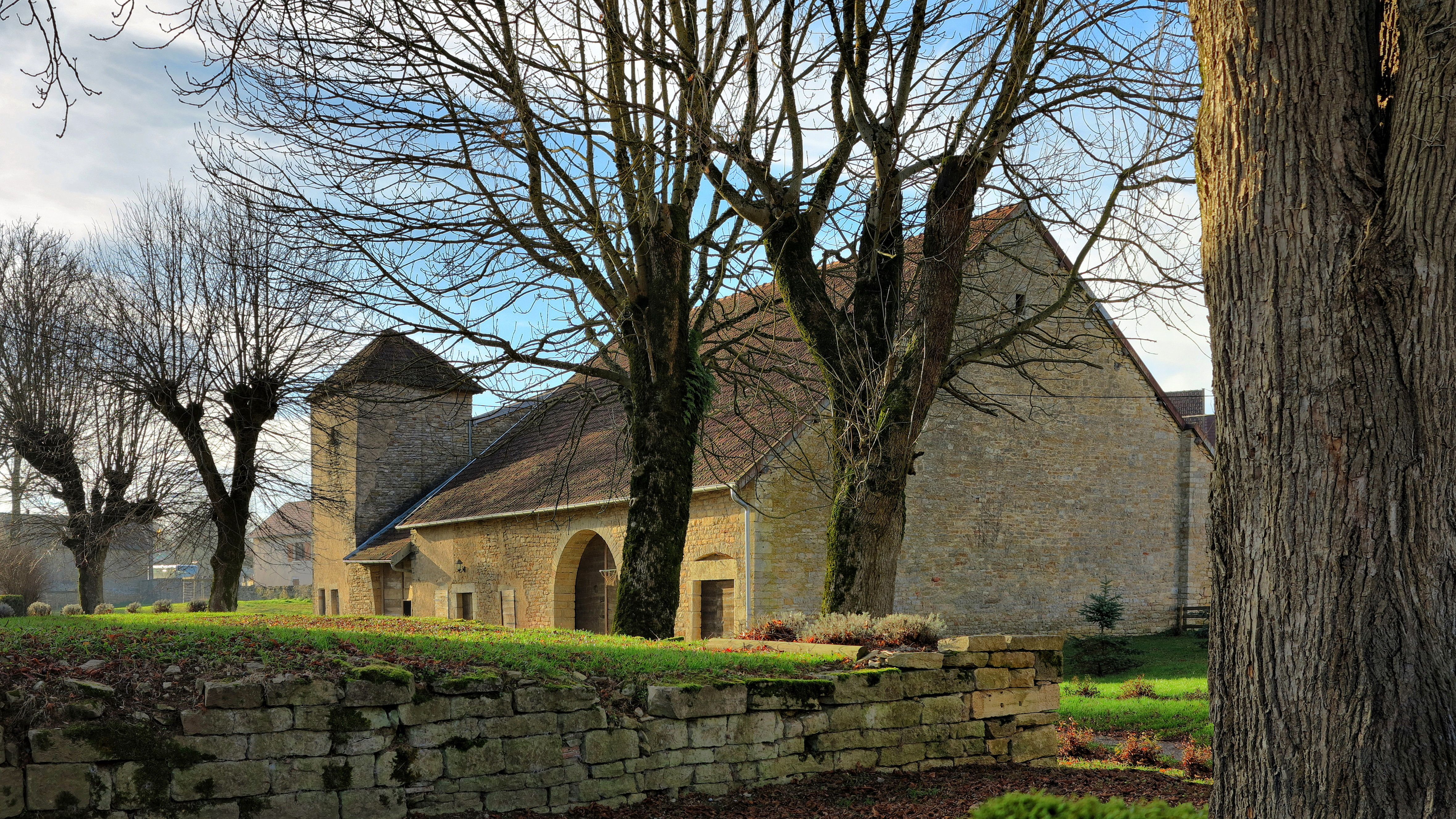
Burg Vellefaux
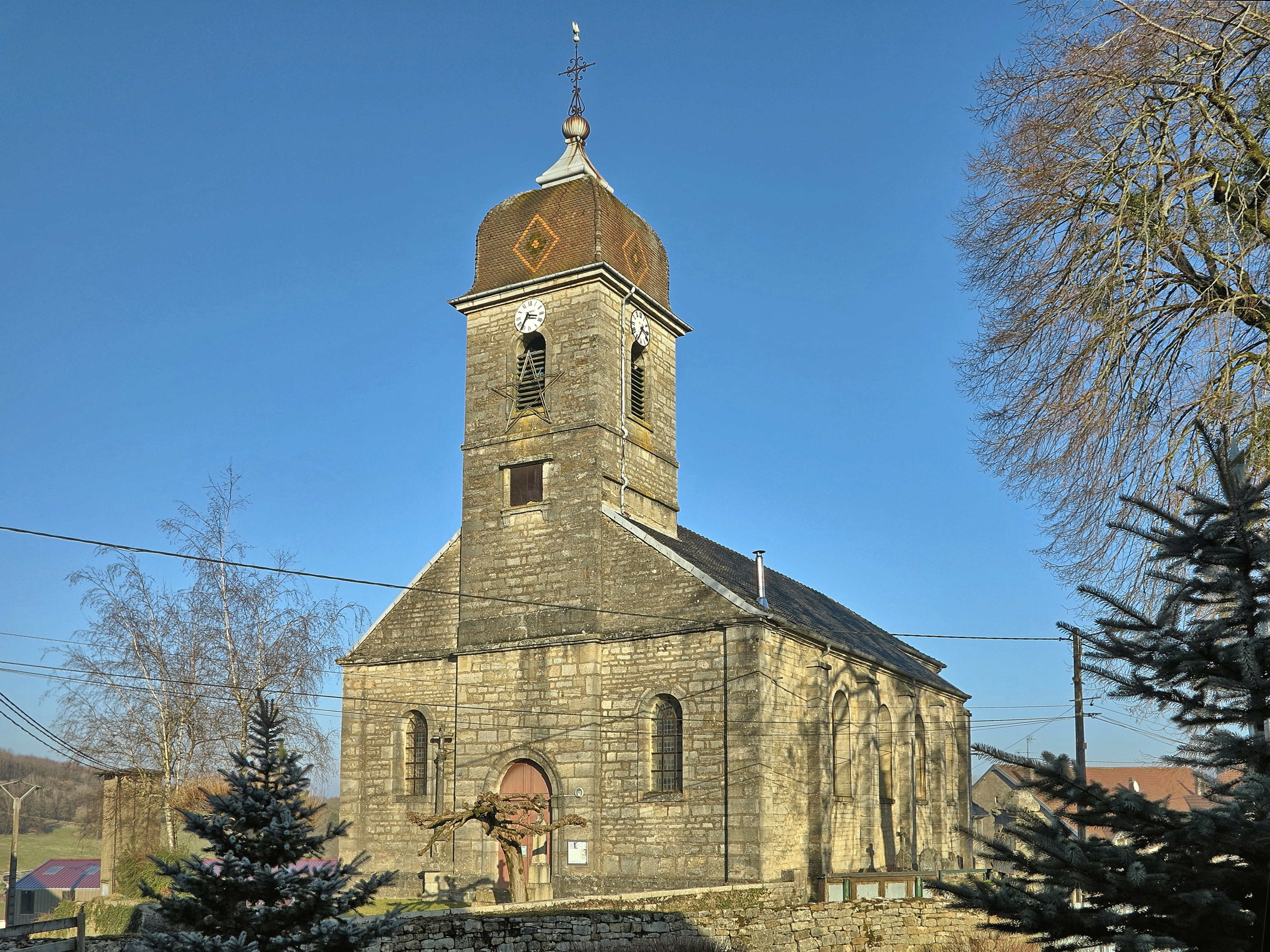
Kirche Saint-Léger